# Acryptolaria niobae
Acryptolaria niobae is een hydroïdpoliep uit de familie Lafoeidae. De poliep komt uit het geslacht Acryptolaria. Acryptolaria niobae werd in 2010 voor het eerst wetenschappelijk beschreven door Peña Cantero & Vervoort. 